# Alojzy Wir-Konas
Alojzy Wir-Konas vel Antoni Konas, ps. „Wir” (ur. 13 maja 1894 w Makowie, zm. 1940 w Charkowie) – polski pułkownik piechoty Wojska Polskiego, kawaler Orderu Virtuti Militari, ofiara zbrodni katyńskiej.

## Życiorys

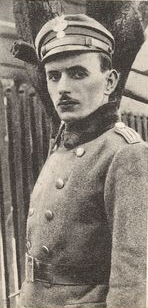
Kpt. Alojzy Wir-Konas w okresie służby w Legionach Polskich.

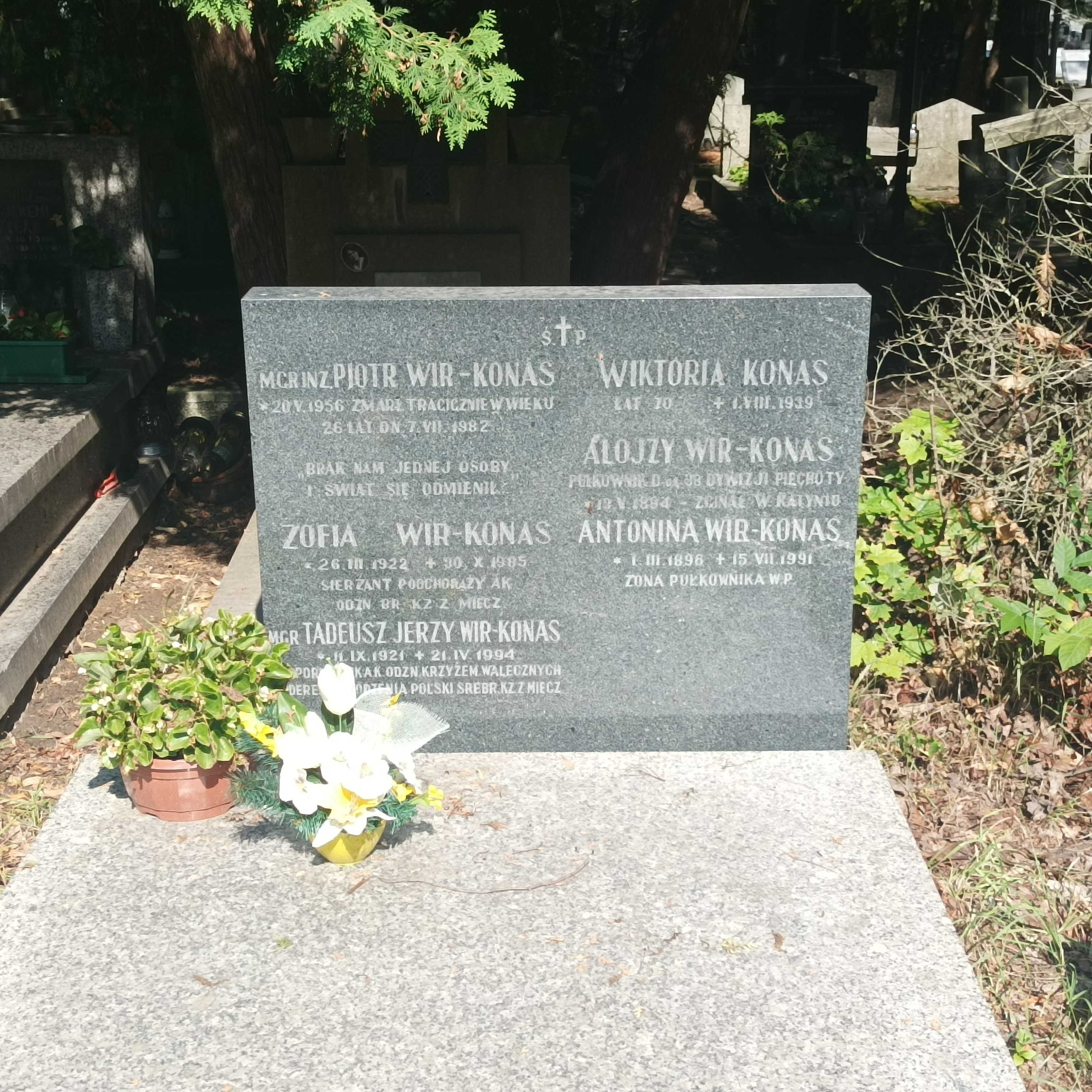
Grób symboliczny Alojzego Wira-Konasa na cmentarzu wojskowym przy ul. Prandoty w Krakowie (kw. 6 wojsk.).

Syn Antoniego i Wiktorii z Płaszczaków. Był bratem Edwarda ps. „Mur” (1895–1916), legionisty, pośmiertnie odznaczonego Orderem Virtuti Militari i Krzyżem Niepodległości.
29 czerwca 1912 r. ukończył naukę w c. k. Gimnazjum Realnym (IV.) w Krakowie. Następnie rozpoczął studia na Wydziale Filozoficznym Uniwersytetu Jagiellońskiego. Był członkiem Związku Strzeleckiego.
Podczas I wojny światowej w Legionach Polskich jako dowódca kompanii i batalionu w stopniu porucznika. W 1915 r. został mianowany kapitanem. Po kryzysie przysięgowym 23 listopada 1917 r. wcielony do armii Austro-Węgier, przydzielony do batalionu szturmowego 12 Dywizji Piechoty i wysłany na front włoski pod Cordolezzo.
W listopadzie 1918 r. wstąpił do Wojska Polskiego. Od 1919 r. był dowódcą batalionu w 25 pułku piechoty, potem w 26 pułku piechoty. W tym czasie awansował do stopnia majora. Następnie powrócił do 25 pp i jako dowódca batalionu oraz pułku brał udział w ofensywie kijowskiej i w walkach odwrotowych nad Dnieprem.
Od 16 października 1920 r. był dowódcą 25 pp w Piotrkowie. W 1921 r. ukończył w Warszawie kurs wyższych dowódców. W ramach osadnictwa wojskowego otrzymał działkę w osadzie Krasiczyn (gmina Żabczyce). 3 maja 1922 r. został zweryfikowany w stopniu podpułkownika ze starszeństwem z 1 czerwca 1919 r. i 102. lokatą w korpusie oficerów piechoty. Z dniem 1 czerwca 1923 r. został przeniesiony został do 84 pułku piechoty w Pińsku na stanowisko dowódcy pułku. 16 marca 1927 r. został mianowany pułkownikiem ze starszeństwem z dniem 1 stycznia 1927 r. i 5. lokatą w korpusie oficerów piechoty. W styczniu 1930 został mianowany dowódcą piechoty dywizyjnej 21 Dywizji Piechoty Górskiej w Bielsku na Śląsku. Od 10 listopada 1932 do 10 sierpnia 1933 r. był słuchaczem VII kursu Centrum Wyższych Studiów Wojskowych.

We wrześniu 1939 r. został dowódcą rezerwowej 38 Dywizji Piechoty. W kampanii wrześniowej jego dywizja przewidziana była do Grupy Odwodów Naczelnego Wodza „Tarnów”, jednak szybkie postępy wojsk niemieckich spowodowały, że 38 DP włączono bezpośrednio w skład Armii „Małopolska”. Wraz ze swymi oddziałami Wir-Konas przebijał się pod dowództwem gen. broni Kazimierza Sosnkowskiego do oblężonego Lwowa. Ranny 17 września 1939 r. w Woli Dobrostańskiej, po agresji ZSRR na Polskę dostał się do niewoli sowieckiej. Był więziony w obozie w Starobielsku. Wiosną 1940 został zamordowany przez funkcjonariuszy NKWD w Charkowie i pogrzebany w Piatichatkach, gdzie od 17 czerwca 2000 mieści się oficjalnie Cmentarz Ofiar Totalitaryzmu w Charkowie.
Postanowieniem nr 112-48-07 Prezydenta RP Lecha Kaczyńskiego z 5 października 2007 został awansowany pośmiertnie na stopień generała brygady. Awans został ogłoszony 9 listopada 2007 w Warszawie, w trakcie uroczystości „Katyń Pamiętamy – Uczcijmy Pamięć Bohaterów”.
Jego żoną była Antonina (1896–1991), z którą miał synów Tadeusza (1921–1994), Jacka (1925–2002) i Janka.

## Ordery i odznaczenia
- Krzyż Srebrny Orderu Wojskowego Virtuti Militari nr 1744 (28 lutego 1921)[16][17]
- Krzyż Niepodległości (4 lutego 1932)[18][19]
- Krzyż Walecznych (czterokrotnie[20]: po raz pierwszy i drugi za służbę w POW w b. zaborze austriackim i b. okupacji austriackiej[21])
- Złoty Krzyż Zasługi (10 listopada 1928)[22][23]
- Medal Pamiątkowy za Wojnę 1918–1921[1]
- Medal Dziesięciolecia Odzyskanej Niepodległości[1]

9 maja 1938 Komitet Krzyża i Medalu Niepodległości ponownie rozpatrzył jego wniosek, lecz Krzyża Niepodległości z Mieczami nie przyznał.